# Hálljejávrre
Hálljejávrre är en sjö som ligger 910 m ö.h. på östra sidan av fjälltoppen Gasskatjåhkkå i Hamaröy kommun i Norge. Sjöns areal är cirka 0,43 km2.
Hálljejávrre har inga tillflöden i form av vattendrag, utan påfyllning sker i huvudsak från snölegor i avrinningsområdet som endast upptar 1,02 km2. Sjön avvattnas av Tverrelva som är ett biflöde till Gjerdalselva. Vattnet hamnar slutligen i Atlanten (Leirfjorden) via Kobbelva.
Gasskatjåhkkå är ett populärt utflyktsmål bland norrmän och leden mot toppen passerar längs södra sidan av Hálljejávrre.

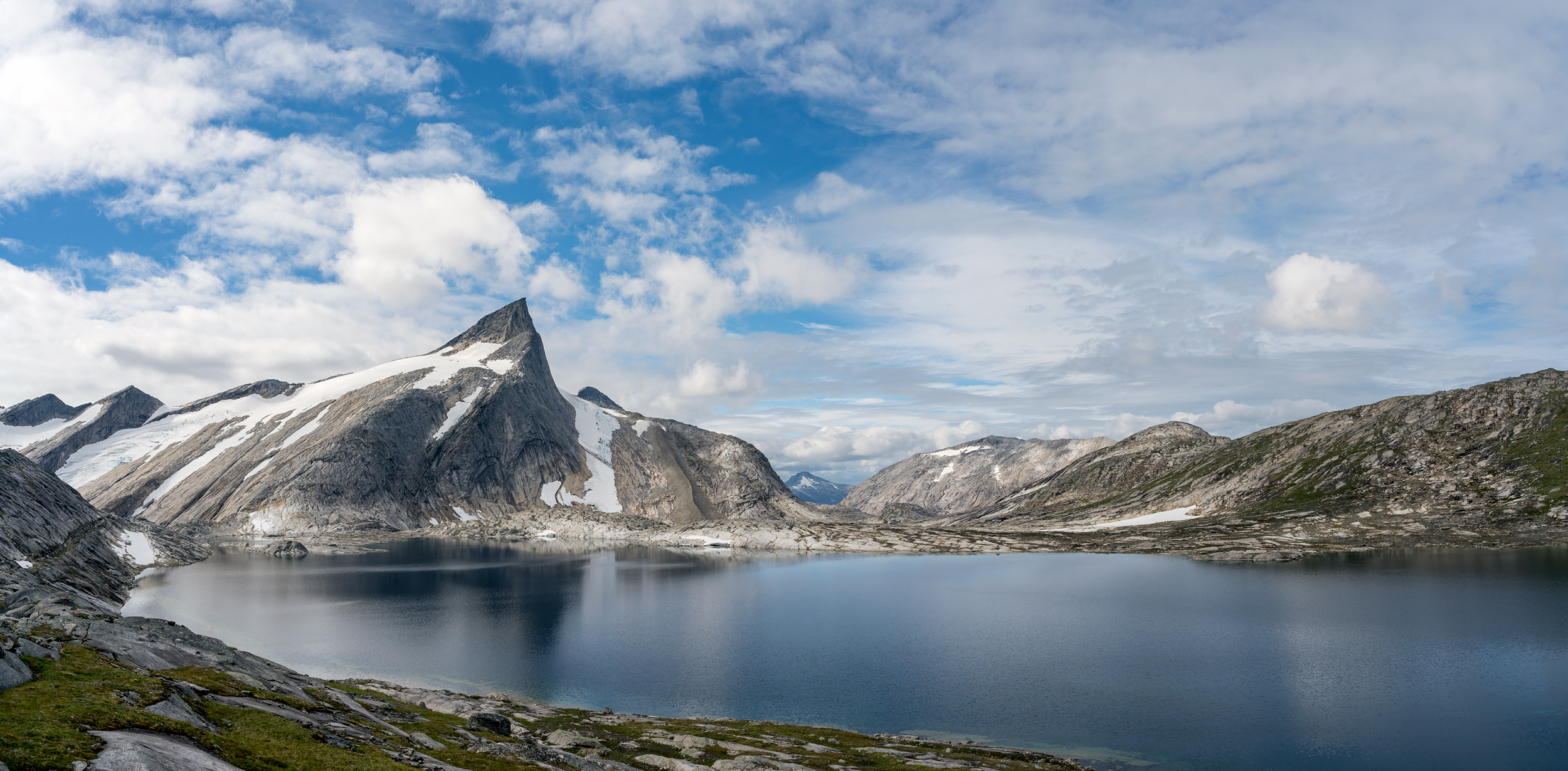
Hálljejávrre och Gasskatjåhkkå.
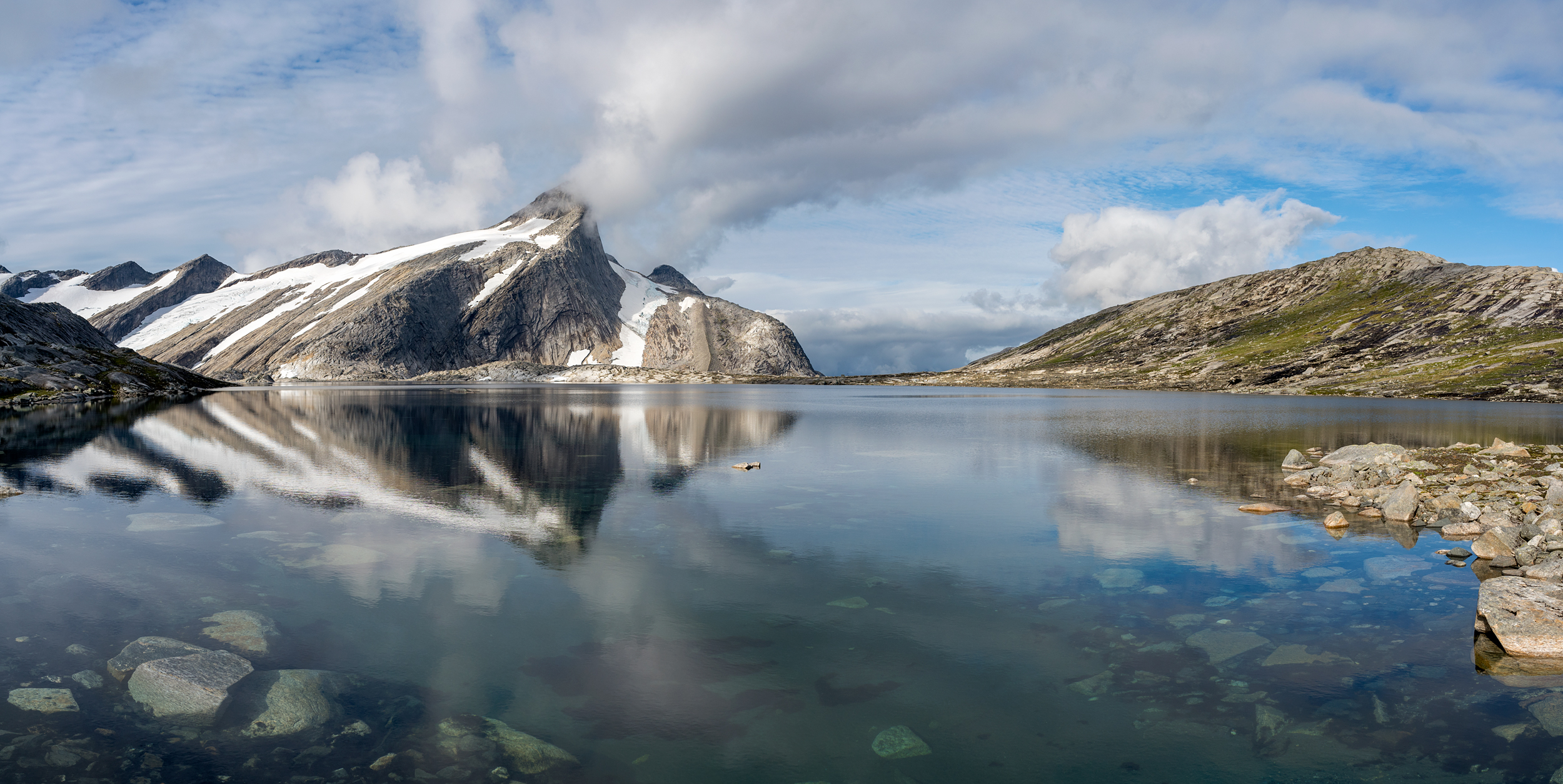
Hálljejávrre. Gasskatjåhkkå till vänster, Hálljetjårro till höger.